# Phoenix Point
Phoenix Point je takticko-strategická hra vydaná nezávislým vydavatelstvím a vývojářským studiem Snapshot Games. Představuje se jako následník sérií UFO a X-Com, k čemuž jí napomáhá i hlavní vývojář, Julian Gollop, který stojí za původní hrou tohoto typu, UFO: Enemy Unknown. Hra je též výrazně inspirována motivy z děl H.P Lovecrafta. Vznikla díky komunitnímu financování, nejprve na stránce fig.co, později předobjednávkami na stránkách vývojářů.
Hra se dělí na strategickou část, ve které hráč buduje základny, prozkoumává svět, provádí výzkum, diplomacii a další věci, a na taktickou část, ve které bojuje proti mimozemským či lidským nepřátelům v nejrůznějších misích.

## Příběh
V roce 2022 byl v tajícím permafrostu objeven neznámý virus s obří velikostí genomu a zcela neznámého původu, pouze 1% jeho genetické informace se podařilo přirovnat k jakýmkoliv existujícím záznamům. Tento virus, jež byl pojmenován jako Pandoravirus, vyvolával u živých organismů včetně lidí mutace a měnil je na příšery. Nejdříve však ovládl pouze oceány a zcela změnil jejich ekosystém. V roce 2029 se na pevnině objevila tzv. Mlha, která vedla k velkým ztrátách na životech, neboť lidé, kteří jí byli zasaženi, odešli do moře a vraceli se jako nebezpečné příšery vypadající jako hybrid člověka a mořských tvorů, tato mlha sice za tři roky ustoupila, ale podlehly jí miliardy lidí. Další desítky milionů zahynuly ve třetí světové válce (2030-2035), kterou vyvolal totální ekonomický kolaps. V letech 2040-2043 proběhla Druhá mlha, která zlikvidovala většinu zbývajících měst, spustila drastickou změnu pevninského ekosystému a to málo lidí, kteří přežili, se museli uchýlit do tzv. Útočišť. Na světě také již neexistovaly národy, pouze 3, navzájem dosti nepřátelské frakce. V roce 2046 se začaly objevovat zprávy o Třetí mlze. Projekt Phoenix se po celou dobu potýkal s nedostatkem financí, lidí, ochoty vlád i jiných organizací řešit hrozbu Pandoraviru a dokonce s rizikem jaderné války, které však nakonec zabránil.
Hra začíná v roce 2047, hráč se ujímá role nového velitele projektu Phoenix, který byl do služby povolán poté, co předchozí velitel, Randolph Symes III, vyrazil na neznámou výpravu a již se z ní nevrátil. Velitel a několik málo operativců Projektu Phoenix obsazuje základnu Phoenix Point, která je nicméně v dost zuboženém stavu, funguje jen několik databank, ostatní základny jsou opuštěné a Randolph Symes po sobě zanechal jen velmi kusé zprávy o tom, o co se snažil. Pozůstatku Phoenixu tedy nezbývá, než vyrazit do stále nebezpečnějšího světa, zkontaktovat ostatní přeživší, získat data a vzorky pro výzkum Pandoraviru a jeho stvoření a především se pokusit najít Randolpha Symese, který u sebe může mít klíč k porážce Pandoranů a záchraně Země. Ale Mlha se šíří a přináší s sebou nebezpečná stvoření Pandoraviru, času je málo a lidí navíc zbývá jen několik set tisíc, vymření lidstva nikdy nebylo blíže. 
Krom Projektu Phoenix existují ještě tři velké frakce
Nové Jericho - Militaristická společnost vedená charismatickým Tobiasem Westem, který tuto frakci vytvořil ze své korporace Vanadium inc., která v dobách před pádem civilizace zajišťovala ochranu lodní dopravě v zamořených mořích. Jejím cílem je očistit svět od Pandoraviru za každou cenu, vidí v něm totiž hrozbu pro samotnou podstatu lidské existence, tedy lidskou vůli a svobodu. V boji spoléhají na "hrubé" metody, včetně těžkých zbraní, railgunových pušek, plamenometů a automatických bojových věžiček. Každý, kdo byť jen uvažuje o možnosti koexistence s Pandoravirem, je podle nich minimálně sprostý podezřelý, ne-li rovnou zrádce lidstva. Pro zbytek světa je zase Nové Jericho podezřelé z budování kultu osobnosti okolo Tobiase Westa a z budování totality.
Synedrion - Radikálně ekologická anarchosyndikalistická organizace, pro kterou jsou hlavním nepřítelem hierarchie v lidské společnosti i v přírodě. Pandoravirová krize je pro ně především důsledkem sebedestruktivních tendencí kapitalistické a národnostně rozdělené společnosti. Stojí na přímé demokracii a důsledných diskuzích o řešení problémů. Též se v něm vyvinuly dva výrazné názorové proudy, Polyfonická tendence, která prosazuje vytvoření rovnováhy a mírovou koexistenci s pandoranským ekosystémem, a Teraformeři, kteří prosazují znovuzískání Země ve jménu celého lidstva a též nesouhlasí s radikálním odmítáním vůdcovství jako takového. V boji spoléhají na "jemnější" metody, především na nenápadné útoky, laserové zbraně a paralytické zbraně na bázi nesmrtících neurotoxinů. Především pro Nové Jericho jsou občané Synedrionu naivní snílci, kteří dlouze diskutují o malichernostech, zatímco kolem nich svět umírá, a žijí ve snu.
Anuovi Stoupenci - Náboženská organizace vytvořená z několika předchozích kultů konce světa záhadnou osobou známou pouze jako Povznesená (Exalted). Pandoravirus je pro ně novou biblickou potopou, seslanou Mrtvým bohem jménem Anu, která má lidstvo potrestat za jeho hříchy, které jsou důsledkem nedostatků v lidské biologii, a zároveň mu dát příležitost ke zlepšení. Nejedná se tedy o uctívače Pandoraviru, jak především Nové Jericho rádo tvrdí. Pandoravirus i Pandorané jsou především překážkou na cestě k biologické dokonalosti. V boji využívají především kontaktní zbraně, brokovnice a mocné psionické schopnosti, které získávají díky řízeným mutacím Pandoravirem, které dokáží změnit tělo, ale mysl ponechat netknutou.
Projekt Phoenix při svém hledání Randolpha Symese postupně zjišťuje, jaká je pravda o Pandoraviru. Nejedná se o přirozeně vzniklý virus, ale o mimozenskou biologickou zbraň a teraformační nástroj, který má připravit Zemi na příchod entity ze skryté planety sluneční soustavy jménem Yuggoth (tato bytost je založená na Lovecraftových "Prastarých") a o invazi se pokusila už dříve, kdy na Zemi existovala tzv. Antediluvianská (předpotopní) civilizace. Té se sice podařilo invazi zastavit pomocí speciálního virofágu, ale za cenu vlastního vymření. Projekt Phoenix tedy musí sám nebo ve spolupráci s frakcemi najít způsob, jak invazi zastavit pokud možno bez zničení zbytku lidstva. 

## Mechaniky hry[1]

### Taktický boj
V taktické složce hry se Phoenix Point od ostatních x-comovek liší nejvíc, palba zde neprobíhá pouze na základě generátoru náhodných čísel, ale na základě "realistické" balistické simulace jednotlivých projektilů. Hráč může též se svými vojáky zaměřovat v režimu "free aim", který umožňuje zaměřovat specifické části těl nepřátel. Mise obnášejí především obranu útočišť, útoky na pandoranské základny, sběr surovin v divočině a speciální příběhové mise. Krom Pandoranů se na misích můžete střetnout i s lidskými frakcemi či nezávislými bandity. 
Vaši vojáci i nepřátelé mohou utrpět vážná zranění končetin, které ji až do konce mise vyřadí z provozu. Též mohou být zasaženi nebezpečnými stavovými efekty, včetně krvácení, jedu, kyseliny, paralýzy a dalších. Dále mají k dispozici na základě své třídy i několik mocných schopností. Phoenix Point má v základu útočníky, odstřelovače a těžkooděnce, další třídy (berserker, kněz, technik a infiltrátor) je nutné získat od ostatních frakcí ve formě technologie k výcviku.

### Geosféra
Na geosféře probíhá strategická část hry. Hráč musí řešit správu základen, surovin, výbavy, výzkum, diplomacii a další věci. Vojáky je nutné přesouvat pomocí letounů, což zabere čas a letouny mají omezenou kapacitu. Při prozkoumávání světa je důležité odhalovat především útočiště, která hráč pak může bránit a získávat tak bonusové body k diplomacii s frakcemi, což je potřeba ke kladnému zakončení hry.
Projekt Phoenix má k dispozici 3 hlavní suroviny - Materiály, technologie a jídlo, nicméně na začátku hry nedisponuje možností vyrábět žádnou z nich a musí tak suroviny získávat či krást od frakcí či je nacházet v divočině či troskách starého světa. Pokud se Phoenixu podaří získat technologii pro pěstování speciálních hub od Anuových stoupenců, může si v pozdějších fázích hry vyrábět vlastní jídlo, které navíc může prodávat frakcím za jiné suroviny či za něj najímat vlastní vojáky, ale materiály a technologie nelze vyrábět nikdy.

### Výzkum
Projekt Phoenix má několik vlastních výzkumných projektů, ale ty většinou obnášejí pouze výzkum samotných Pandoranů či věci nutné k pokroku v příběhu. Zbraně a další vybavení je většinou nutné získávat od frakcí, a to buď tak, že se s nimi spřátelíte, některé výzkumy dostanete za zlepšování vztahů, za splnění dvou příběhových misí (a vztah přes 50) dostanete přístup k již dokončeným výzkumům, a za spojenectví (3 mise pro frakci a 75+ vztahy) můžete výzkum provádět společně. Alternativou je výzkum ukrást z útočišť s výzkumným zařízením, ale to povede k rychlému zhoršení vztahů.

### Diplomacie
Projekt Phoenix brzy zkontaktuje všechny tři frakce, které jsou ze začátku vzájemně neutrální, nicméně jejich vztahy se na základě jejich vlastních výzkumů, se kterými obvykle ostatní frakce bytostně nesouhlasí, budou postupně zhoršovat a nakonec pravděpodobně povedou k válce. Navíc špatné vztahy mezi frakcemi povedou i k penalizacím pro Phoenix, pokud například zachráníte útočiště před útokem Pandoranů, ztratíte diplomatické body s ostatními frakcemi na základě jejich špatného vztahu s frakcí, které jste pomohli. Pokud jsou frakce ve vzájemné válce, bude ztráta bodů stejná, jako jejich zisk, a navíc si budou frakce navzájem vyhlazovat útočiště. Často se stává, že se dvě frakce spřátelí na základě nenávisti ke třetí (Phoenix také může zlepšovat vztahy s frakcí, pokud zaútočí na jinou frakci, kterou ta první nenávidí) ale příležitostí ke zlepšování vztahů mezi všemi frakcemi je minimum. Jediný způsob, jak v základní hře zlepšovat vztahy se všemi třemi frakcemi najednou bez penalizací, jsou úspěšné útoky na pandoranské základny. Dokonce i hráčovy volby při náhodných událostech v divočině nebo útočištích obvykle vedou ke ztrátě reputace s některou frakcí.
Vztahy s frakcí též nemohou překročit 25, 50 a nakonec 75 bodů, dokud Phoenix nesplní příběhové diplomatické mise. Za splnění první diplomatické mise poskytne frakce Phoenixu polohu svých útočišť, za druhou misi s ním bude sdílet všechny dokončené výzkumné projekty a za třetí diplomatickou misi se frakce stane spojencem Phoenixu, který s ní pak může spolupracovat na zbývajících výzkumných projektech a hledání řešení pandoranské krize.
Phoenix též může najít nezávislá útočiště a splnit pro ně misi. Tato útočiště byla vytvořena backery Phoenix Pointu, kteří na vývoj hry přispěli alespoň 1500 USD.

## Zakončení hry[9][10]
Ve hře existuje celkem 6 konců, 4 z nich lze dosáhnout ve spojenectví s frakcemi, 1 za samotný Phoenix a poslední je prohra.
Nové Jericho - Projekt Phoenix a Nové Jericho získají přístup k satelitní síti, jež obsahuje zbývající jaderný arzenál lidstva. V závěrečné misi pak operativci Phoenixu umístí na Yuggothianskou schránku (nové tělo pro Yuggothianskou entitu), nacházející se v Pandoranském paláci, zaměřovací maják. Následný drtivý jaderný úder schránku zničí a přeruší kontrolu Entity nad Pandorany, což umožní vítězství pomocí konvenčních prostředků. Lidé, které již nelze zachránit z nákazy Pandoravirem, jsou zlikvidováni či přemístěni do záchytných táborů. Synedrion se nakonec k této alianci přidá a Anuovi Stoupenci se proti novému řádu snaží bojovat, nicméně marně. West následně vytvoří nový světový řád, jehož hlavním cílem je chránit právo každého na svobodný život v míru.
Synedrion, Polyfonická tendence - Projekt Phoenix a Synedrion společně vyvinou retrovirus, který pak operativci Phoenixu aplikují do Yuggothianské schránky. Tento virus přeruší kontakt mezi Pandorany a Yuggothianskou entitou, čímž je osvobodí a umožní tak Synedrionu a Phoenixu usilovat o mír s Pandorany i novým ekosystémem. Nové Jericho i Anuovi stoupenci se rozpadnou.
Synedrion, Terraformeři - Projekt Phoenix a Synedrion pomocí retroviru přeruší kontrolu z Yuggothu nad Pandorany a následně využijí upravený Pandoravirus jako teraformační nástroj, kterým vytvoří ze země ekologickou utopii či jej využijí k vytváření nových druhů či oživování již vyhynulých. Anuovi stoupenci se rozpadnou a Nové Jericho je zničeno za odmítnutí se podřídit novému řádu světa.
Anuovi Stoupenci - Projekt Phoenix se od Povznesené dozví, že jejím "Mrtvým bohem" skutečně je Yuggothianská entita, ale že svou věrnost jen předstírá s cílem jej přechytračit. Povznesená a operativci Projektu Phoenix následně zaútočí na Pandoranský palác, kde Povznesená přesune své vědomí do Schránky a přeruší kontrolu Yuggothianské entity nad Pandorany. Tím se de facto stane bohyní, která lidstvo povede do věku biologického transhumanismu. Synedrion nakonec přijme nový řád věcí a integruje se do nového světa, zatímco Nové Jericho je zničeno.
Projekt Phoenix - Phoenix využije upravenou verzi antediluvianského virofágu, kterou operativci vstříknou do Yuggothianské schránky. Tento virofág zabije schránku, zničí Pandoravirus a zabije i všechny zbývající Pandorany na planetě, nicméně za cenu drastického poškození zbývajícího ekosystému a smrti velké části zbývajících lidí. Ostatní frakce se rozpadnou, nejhůře dopadnou Anuovi stoupenci, díky využívání Pandoraviru k mutacím. Projekt Phoenix následně převezme vládu nad zbytkem lidstva.
V těchto pěti koncích Phoenix Point také pokračuje v přípravách na nevyhnutelný další střet s Yuggothianskou entitou.
Prohra - Pokud lidská populace příliš poklesne (5,10,15 nebo 20% původní hodnoty v závislosti na obtížnosti) nebo hráč selže v poslední misi, Pandorané zvítězí a Yuggothianská entita ovládne Zemi.